# Michael Wimberly
Michael Wimberly (* um 1960 in Fort Worth) ist ein US-amerikanischer Jazzmusiker (Schlagzeug, Perkussion, Komposition).

## Leben und Wirken
Wimberly wuchs in den 1970er-Jahren in Cleveland auf und zog 1982 nach New York. Dort absolvierte er den Master-Abschluss an der Manhattan School of Music; daneben arbeitete er ab den frühen 1990er-Jahren mit Steve Coleman und in der Free-Jazz-Szene u. a. mit Charles Gayle, Cooper-Moore, David Murray und Oluyemi Thomas. 1998 legte er unter eigenem Namen das Perkussionsalbum Deconstruction-Reconstruction vor. Mit Hilliard Greene, Louis Belogenis und Roy Campbell bildete er die Formation Exuberance, mit der 2002/03 zwei Alben entstanden. Im folgenden Jahrzehnt spielte er mit Borah Bergman, Kidd Jordan, William Parker, Thollem McDonas und Nels Cline. Im Bereich des Jazz war er zwischen 1990 und 2024 an 48 Aufnahmesessions beteiligt, u. a. auch mit Jean-Paul Bourelly, Peter Mignolsa, Zusaan Kali Fasteau, Ivo Perelman, Andrew Lamb, David Haneys Primitive Arkestra Live,  Alan Braufman (Infinite Love, Infinite Tears, 2024), Thollem McDonas und Michael Bisio.
Wimberly komponierte für New Yorker Tanzkompanien wie das Alvin Ailey Dance Theater, Urban Bush Women, Forces of Nature und das Joffrey Ballet. Er unterrichtet am Drummers Collective und ab 2012 am Bennington College. Als Solist auf der Djembe trat er in europäischen Rundfunkanstalten und mit dem International Regions Symphony Orchestra im African Oratorio von Daniel Schnyder auf. Wimberlys symphonisches Werk Kora Saba wurde vom Yakima Chamber Orchestra in Yakima (Washington) und vom Sage City Symphony in Bennington (Vermont) aufgeführt.  Er initiierte außerdem die Kooperative Together with Music in São Miguel Açores und das Perkussions-Festival Power of Drum. Zu hören ist er auch auf Alan Braufmans Album  The Fire Still Burns (2020)
Michael Wimberly ist nicht mit dem Bigband-Posaunisten Mike Wimberly zu verwechseln.

## Diskographische Hinweise
- Exuberance: The Other Shore (Boxholder Records, 2003)
- Exuberance: Live at Vision Festival (Ayler Records, 2004)
- Oluyemi Thomas, Sirone, Michael Wimberly: Beneath Tones Floor (NoBusiness Records, 2010)
- Borah Bergman, Kidd Jordan, William Parker, Michael Wimberly: Vita Brevis (Somerealmusic, 2013)
- Michael Bisio: Accortet (Relative Pitch Records, 2014), mit Kirk Knuffke, Art Bailey
- Thollem McDonas, Michael Wimberly, Nels Cline: Radical Empathy (Relative Pitch Records, 2015)
- WeFreeStrings: Love in the Form of Sacred Outrage (ESP-Disk, 2022, mit Gwen Laster, Melanie Dyer, Charles Burnham, Alex Waterman, Ken Filiano)